# Guillotine

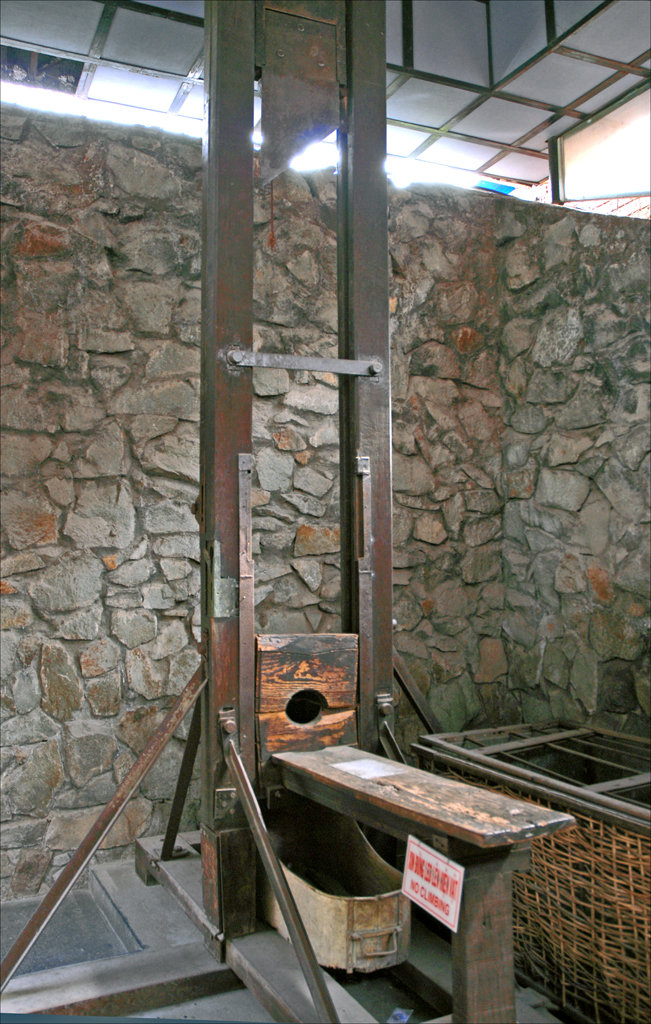
Een guillotine die door de Fransen werd geïntroduceerd in Vietnam. Dit exemplaar is nog tot 1960 gebruikt.

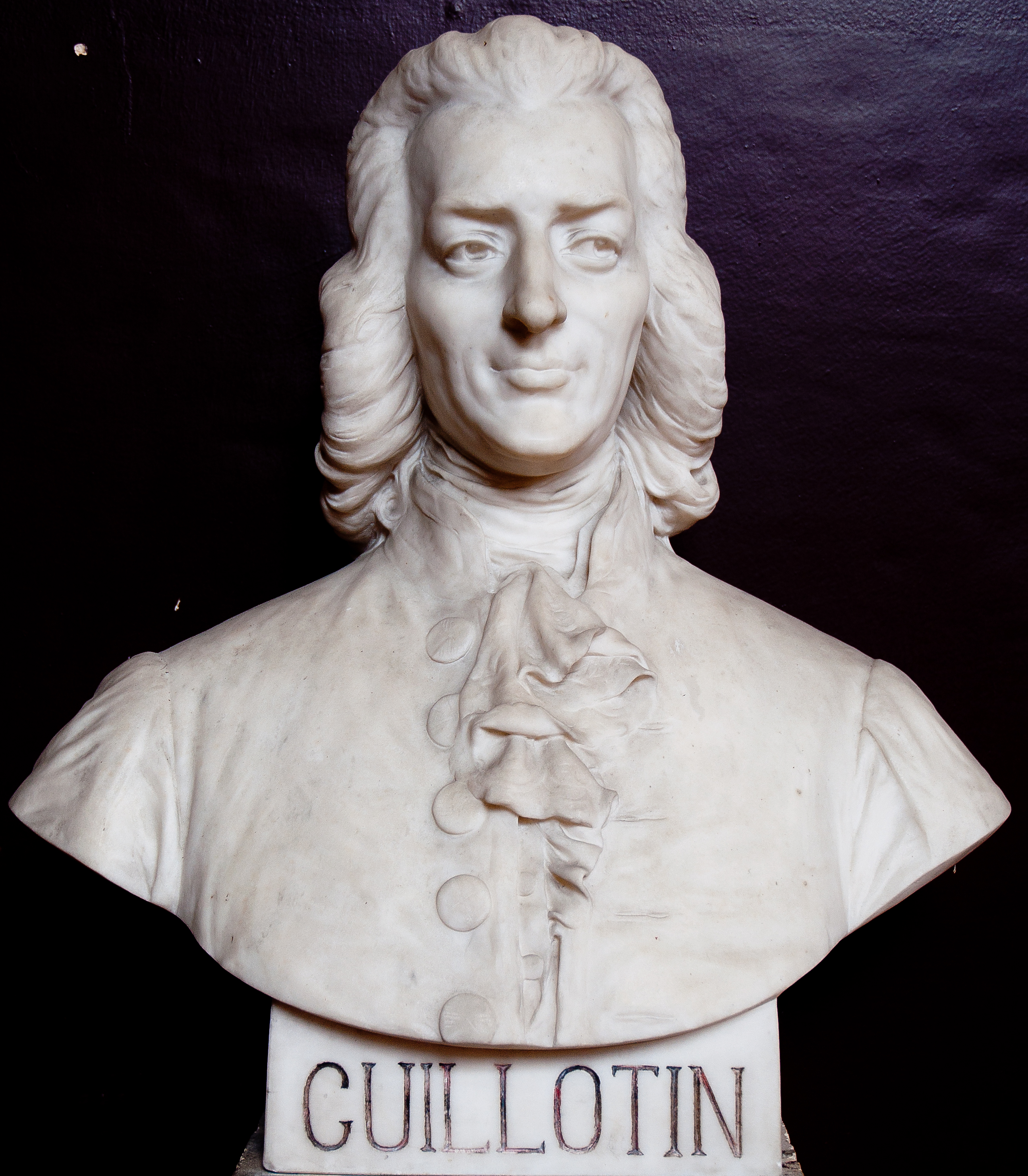
Joseph Ignace Guillotin

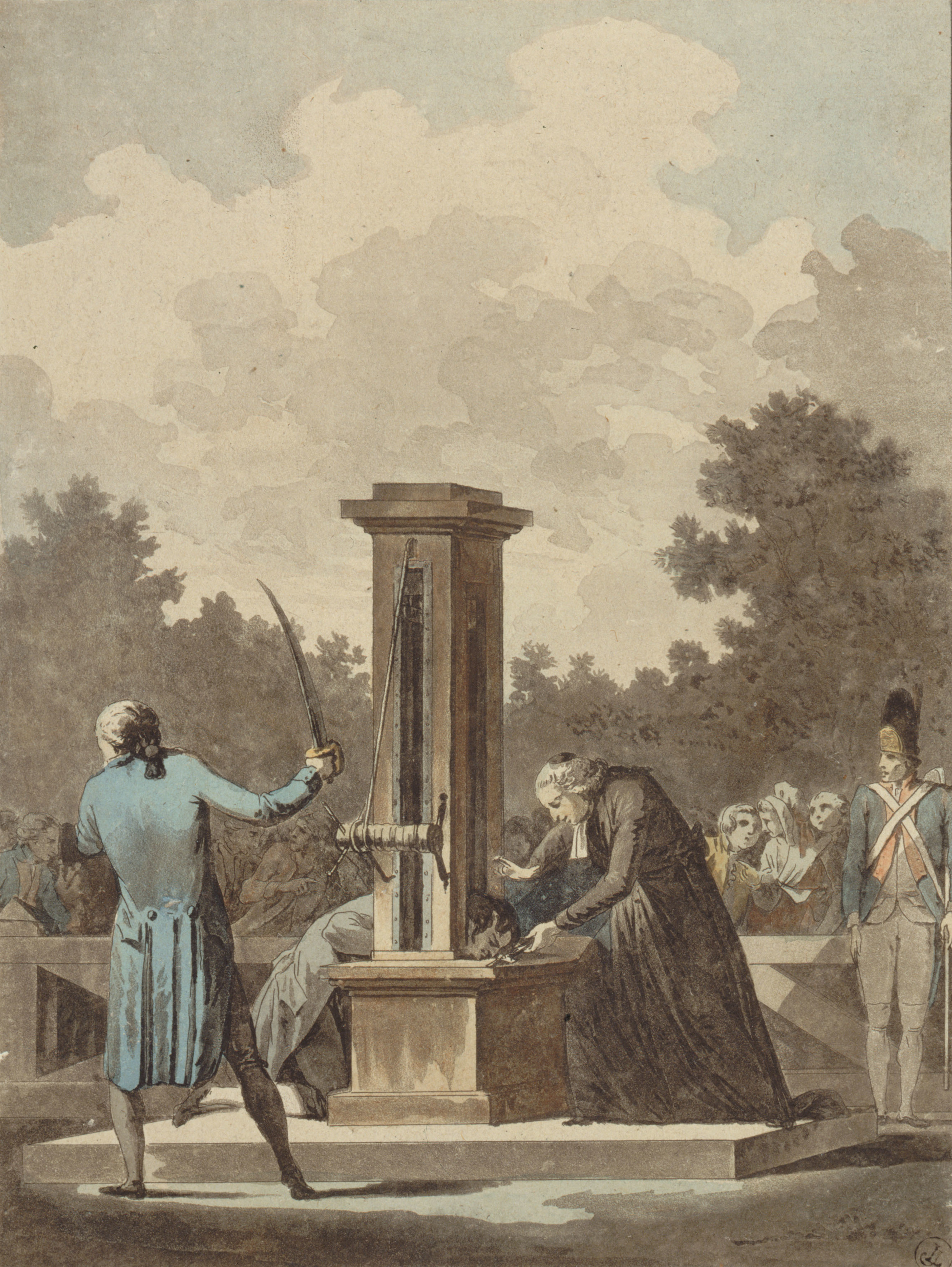
Vroege prent van een executie door guillotine door Janinet: de knielende terechtgestelde wordt gezegend door de priester, die hem een kruis voorhoudt, terwijl de beul met geheven zwaard klaarstaat om het touw door te kappen.

De guillotine of valbijl is een instrument voor het uitvoeren van doodstraffen door onthoofding. Tijdens de Franse Revolutie werd het toestel ingevoerd om executies sneller en – zo werd verondersteld – pijnlozer te maken. De historiek van deze machine, vernoemd naar dokter Joseph-Ignace Guillotin, gaat echter terug naar de dertiende eeuw. Het werd vanaf de middeleeuwen gebruikt in Frankrijk, België, Duitsland, Zweden en sommige Zwitserse kantons.

## Voorlopers
Toestellen om mechanisch te onthoofden bestonden al voor het toestel de guillotine werd genoemd. De eerste op schrift gestelde onthoofding met de Halifax Gibbet vond plaats in 1286 in Halifax in Engeland, waar een dergelijk toestel in gebruik bleef tot de 17e eeuw. Italië kende in de 16e eeuw de Mannaia. Ook in Schotland werd een gibbet, met een recht of halfrond mes, gebruikt.

## Ontstaan
De guillotine is vernoemd naar de Franse arts en politicus Joseph-Ignace Guillotin (1738-1814). Als lid van de Franse Nationale Vergadering hield hij op 10 oktober 1789 een toespraak voor de hervorming van de doodstraf. Tot dan toe hing de wijze van terechtstelling af van de stand van de veroordeelde of van de aard van het misdrijf. Guillotin stelde echter voor alle terdoodveroordeelden op dezelfde wijze terecht te stellen door hen door een machine te laten onthoofden. Tijdens een parlementair debat op 1 december 1789 stelde hij: Het mechaniek valt als de bliksem, het hoofd vliegt door de lucht, het bloed spuit omhoog, de mens is niet meer. Zijn verzekering dat een mechanische onthoofding op deze manier vrijwel pijnloos zou geschieden, veroorzaakte nogal wat commentaar. Er ontstond een spotliedje waarin de machine "guillotine" werd genoemd, als het kindje van dr. Guillotin. Toch heeft Guillotin zelf geen dergelijke machine ontworpen.
In oktober 1790 keurde de Nationale Vergadering op voorstel van Louis-Michel Lepeletier de Saint-Fargeau de bepaling goed dat "iedere terdoodveroordeelde wordt onthoofd". Mechanisch onthoofden werd niet opgelegd. Maar de Parijse beul Charles-Henri Sanson liet toen weten dat er problemen konden komen als er veel onthoofdingen met het zwaard moesten plaatsvinden. Daardoor kwam de door Guillotin voorgestelde machine opnieuw ter sprake. De Nationale Vergadering won daarvoor het advies in van de vermaarde chirurg Antoine Louis, die meende dat een dergelijk toestel gemakkelijk te maken was. Hij beschreef zijn prototype in Avis motivé sur le mode de décollement (Moniteur universel, 1792).
Met de hulp van de klavecimbelbouwer en ingenieur Tobias Schmidt (die later tevergeefs een patent daarvoor probeerde aan te vragen) en de beul Charles-Henri Sanson bouwde Louis een dergelijke machine. Hij baseerde zich op oudere voorbeelden, maar bracht enkele verbeteringen aan. Zo moest de "patiënt" horizontaal plaatsnemen onder de valbijl, zodat loodrecht op de nek werd ingehakt. Ook werd de valbijl door gewichten verzwaard.
Nadat er bij wijze van proef schapen en lijken van mensen mee waren onthoofd in het ziekenhuis Bicêtre, werd het apparaat nog aangepast om de bijl de karakteristieke schuine vorm te geven. Dat laatste zou volgens een verhaal gebeurd zijn op suggestie van koning Lodewijk XVI, die in mechanieken geïnteresseerd was en later zelf een slachtoffer van de guillotine zou worden. Op 25 april 1792 werd de valbijl voor het eerst gebruikt voor een terechtstelling, en wel van de misdadiger Nicolas Jacques Pelletier. Hoewel het toestel naar de bouwer soms louison of louisette werd genoemd, raakte het toch bekend als guillotine. Officieel werd de guillotine in Frankrijk aangeduid als bois de justice (hout van gerechtigheid), een term die eerder al gebruikt werd voor het schavot van een executie. In het gerechtelijke jargon werd ze la veuve (de weduwe) genoemd.

## Toepassing
De guillotine was ontworpen om de executie zo humaan en pijnloos mogelijk te laten verlopen. De veroordeelde werd op zijn buik op een bank gelegd, en vastgebonden met een riem. De nek van de veroordeelde bevond zich tussen twee houten blokken met een spleet erin waardoorheen het mes kon vallen. Vanaf vier meter hoogte werd het mes losgelaten, dat door de spleet in de houten blokken en de nek van de veroordeelde naar beneden viel. Het hoofd van de veroordeelde viel in een mand die klaarstond.
Het onthoofden zelf duurde slechts een fractie van een seconde. Beweringen van artsen dat de guillotine helemaal geen snelle, pijnloze dood bewerkstelligde omdat het wel 30 seconden kon duren voordat de hersenen het bewustzijn verloren, werden vanaf het begin genegeerd.
De guillotine is later ook door andere landen gebruikt: onder andere in nazi-Duitsland met als bekend slachtoffer de Nederlander Marinus van der Lubbe. In totaal werden er door de nazi's circa 16.500 personen met een guillotine geëxecuteerd. De Duitse schrijver Hans Fallada beschrijft in zijn door ware feiten geïnspireerde en later als Alone in Berlin verfilmde roman Jeder stirbt für sich allein de executie met de valbijl van een terdoodveroordeelde hoofdpersoon, Otto Quangel. De laatste executie met de guillotine vond plaats in Marseille op 10 september 1977, toen de moordenaar Hamida Djandoubi werd onthoofd.

## België
De Franse revolutionairen brachten hun valbijl mee naar de Belgische departementen. Op 13 juli 1796 werd ze gebruikt in Brussel (het toestel was overgebracht uit Gent) en ook in Brugge deed ze al snel dienst: twee Franse roofmoordenaars op 20 oktober 1796, François Salembier met 20 bendeleden op 2 november 1798 en Lodewijk Baekelandt met 22 bendeleden op 6 november 1803. Op 15 juli 1796 werd in Brugge een executie uitgevoerd met het toestel, dat recent in Brugge aangekomen was. Op 22 maart 1823 werd Jozef Meuleman uit Sinaai, op de grote markt openbaar geguillotineerd in Sint-Niklaas.
Na de Belgische onafhankelijkheid zijn er nog 55 guillotineringen uitgevoerd. Een van de laatste Belgische wapenfeiten van de guillotine in verband met misdaden van gemeen recht vond plaats op 8 mei 1856 op het Kasteelplein van Antwerpen, waar de Brusselse roofmoordenaar Francis Kol terechtgesteld werd. Daarna volgden Coucke en Goethals in Charleroi (1860), Alexander Vervaecke in Gent (1861) en Charles-Louis Kasteleyn te Ieper (1863).
Nadat er onder impuls van minister Jules Le Jeune een moratorium kwam op de doodstraf in België, duurde het tot 1918 vooraleer Emile Ferfaille werd geëxecuteerd, een soldaat die zijn vriendin had vermoord. Voor hem werd de guillotine samen met de beul uit Frankrijk ingevoerd.
In België worden vijf guillotines tentoongesteld, namelijk in het Gravensteen in Gent, in het Gruuthusemuseum in Brugge, in het Museum van het Waalse Leven in Luik, in het Memorial 1815 te Waterloo en in de Citadel in Dinant. Publieke executies waren zeldzaam in België.

## Nederland
Rond 1809 werd de guillotine door de Fransen ook in Nederland geïntroduceerd. Andere vormen van de doodstraf, behalve wurging, werden verboden. Op 27 juli 1811 in Utrecht op het Paardenveld werd de guillotine daadwerkelijk voor de eerste maal in Nederland gebruikt. De Amersfoorter Anthony van Bentum werd toen onthoofd. Op 15 juni 1812 werden de gifmengster Hester Nepping en twee medeplichtigen onder grote belangstelling machinaal onthoofd op een schavot voor de Waag op de Nieuwmarkt in Amsterdam. Op 1 mei 1813 is in Den Haag nogmaals van de guillotine gebruikgemaakt om de negentienjarige Adriana Bouwman te executeren. Zij werd ter dood veroordeeld wegens brandstichting op een boerderij waar zij in dienst was.

## Doodstraffen voor de guillotine
Van de guillotine werd gezegd dat het een snellere en menswaardiger manier was om de doodstraf uit te voeren. Om dit in onze tijd te begrijpen hieronder een uitgebreid citaat uit De klokkenluider van de Notre-Dame van Victor Hugo. Hij schreef dit in 1831 en blikt terug hoe en waar doodstraffen voor de invoering van de guillotine in Parijs werden uitgevoerd:
Het is een troostrijke gedachte, dit zij terloops opgemerkt, te bedenken, dat de doodstraf, die nog drie eeuwen geleden met haar ijzeren rad, haar stenen galg, met al haar folterwerktuigen overal duurzaam in het plaveisel zat vastgegroeid: op het Zandplein, bij de Hallen, bij het Prinsenplein, de kruissprong Trahoir, de Varkensmarkt, het gruwzame Montfaulcon, de Schutterspoort, het Kattenplein, de Poort van Saint-Denis, de Velden, de Poort van Baudet, de Poort van Sint-Jacob, zonder nog de talloze galgen van de schouten, van de bisschop, van de kapittels, van de abten en van de priors, die recht van justitie hadden, mee te tellen; zonder de gerechtelijke verdrinkingen in de rivier de Seine mee te tellen; het is een troostrijke gedachte, dat heden ten dage, nadat zij achtereenvolgens alle stukken van haar wapenrusting heeft verloren, haar rijkdom aan toepassingen, haar lijfstraffen naar willekeur en verbeeldingskracht, haar martelingen, waardoor zij alle vijf jaren een leren bed bij het Grote kasteeltje opnieuw overtrok, deze oude opperleenvrouw uit de tijd van het leenstelsel bijna buiten de wet en buiten de stad is gezet, van wetboek tot wetboek is verdrongen, van plaats tot plaats verdreven, en dat zij in ons ontzaglijke Parijs nog slechts een eerloos hoekje op het Zandplein heeft, een ellendige, haastige ongerust, beschaamde guillotine, die voortdurend schijnt te vrezen, dat zij op heterdaad zal worden betrapt, zo snel verdwijnt zij, na haar slag te hebben geslagen!— Victor Hugo